# Christoph Fasel

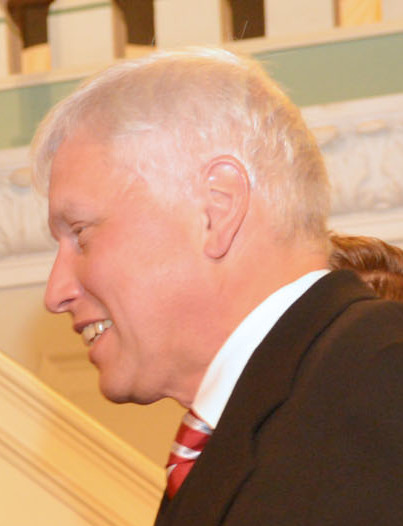
Christoph Fasel

Christoph Fasel (* 1957) ist ein deutscher Journalist, Hochschullehrer und Autor sowie PR-Berater.

## Leben
Nach einer Promotion in Germanistik besuchte er die Henri-Nannen-Schule in Hamburg und arbeitete danach als Journalist, unter anderem für die Bild-Zeitung, Eltern und den stern. Danach wurde er Chefredakteur der deutschen Ausgabe des Reader’s Digest. 2006 war er Gründer und Chefredakteur der Forschungszeitschrift der TU München, Faszination Forschung. Von Juni 2017 bis Ende September 2019 war er unter anderem Chefredakteur der Zeitschrift Bild der Wissenschaft.
2006 leitete er kurzzeitig die Henri-Nannen-Schule für Journalismus, trat aber nach Kritik an seiner Arbeit im Public-Relations-Bereich und dem Vorwurf, deshalb zu wenig Zeit für seine Schüler zu haben, „aus persönlichen Gründen“ zurück. Von 2006 bis 2012 war er Professor für Medien- und Kommunikationsmanagement an der Hochschule für Wirtschaft und Medien in Calw.
Er ist seit 2014 Chefredakteur der Medical Tribune – Perspektive Leben, einem Magazin für Patienten mit Krebsdiagnose. 2019 wurde er in den Aufsichtsrat der Vogel Communications Group berufen.
Fasel ist Autor mehrerer Journalismus-Lehrbücher, unter anderem Nutzwert-Journalismus. Ein weiteres schrieb er mit dem Sprachkritiker und Publizisten Wolf Schneider. Er ist Mitglied in der Jury des Verbraucherjournalistenpreises des Markenverbandes und war maßgeblich an der Gründung des LBS-Wegweiser-Preises beteiligt, dessen ständiges Jurymitglied er war.

## Kritik
Kritiker werfen Fasel vor, zwischen seinen Aufgaben in Journalismus, Public Relations und Wissenschaft nicht sauber zu trennen.
Fasel hat nach eigener Angabe "seit Anfang des Jahres [2022] [...] einen Beratervertrag für Krisenkommunikation mit dem Bund der Freien Waldorfschulen, der mit 2500 Euro monatlich honoriert" wird. Im Rahmen dieser Tätigkeit warnt er vor der Kritik des Bloggers Oliver Rautenberg an der Anthroposophie. Auf Übermedien beschreibt Stefan Niggemeier Fasels Studie als "Auftrags-Pamphlet gegen einen lästigen Kritiker geschrieben, das nicht einmal grundlegendste wissenschaftliche Ansprüche erfüllt und schlampig geschrieben ist wie eine übernächtigt hingeschluderte Seminararbeit".

## Veröffentlichungen
- Herder und das klassische Weimar. Kultur und Gesellschaft 1789–1803. Lang, Frankfurt am Main [u. a.] 1988, ISBN 3-8204-8824-3 (Zugleich Dissertation an der Universität München, 1986)
- mit Wolf Schneider: Wie man die Welt rettet und sich dabei amüsiert. Rowohlt, Reinbek bei Hamburg 1995, ISBN 3-498-06294-8.
- Nutzwertjournalismus. UVK-Verlags-Gesellschaft, Konstanz 2004, ISBN 3-89669-455-3.
- (Hrsg.): Qualität und Erfolg im Journalismus. Michael Haller zum 60. Geburtstag. UVK-Verlags-Gesellschaft, Konstanz 2005, ISBN 3-89669-700-5
- Textsorten. UVK, Konstanz 2008, ISBN 978-3-86764-112-8
- Samuel Koch, Christoph Fasel: Samuel Koch – Zwei Leben. Adeo, Aßlar 2012, ISBN 978-3-942208-53-6 (Vorwort: Thomas Gottschalk, Nachwort: Michelle Hunziker). (Platz 1 der Spiegel-Bestsellerliste vom 7. bis zum 20. Mai 2012)
- Sandra & Reinhard Schlitter mit Christoph Fasel: Mirco – Verlieren. Verzweifeln. Verzeihen. Adeo, Aßlar 2012, ISBN 978-3-942208-68-0.
- Torsten Hartung und Christoph Fasel: Du musst dran glauben Adeo, 2014, ISBN 978-3-86334-029-2.
- mit Giora Feidman: Klang der Hoffnung. Wie unsere Seele Frieden findet. Bonifatius, Paderborn 2021, ISBN 978-3-89710-885-1.